# Centrum sociálně rehabilitačních služeb
Centrum sociálně rehabilitačních služeb je zařízení, ve kterém je poskytována sociální rehabilitace formou krátkodobých či dlouhodobých pobytů. Hlavním úkolem sociální rehabilitace je, aby byl člověk s postižením schopen přijmout své postižení či znevýhodnění a v maximální míře se integroval do společnosti.
Komplex činností centra je zaměřován na individuální potřeby klienta a je záměrně koncipován tak, aby klienta stimuloval k dosažení co možná nejvyššího stupně samostatnosti, nezávislosti a soběstačnosti v péči o vlastní osobu. Účelem centra sociálně rehabilitačních služeb je začlenění klienta do společnosti, uplatnění jeho osobního potenciálu či (re)socializace ve smyslu aktivního společenského života nebo návratu do zaměstnání.

## Základní služby centra sociálně rehabilitačních služeb
- Poskytnutí ubytování (zahrnuje pomoc při úklidu, praní, drobných opravách ložního prádla a ošacení, žehlení).
- Poskytnutí stravy (tzn. zajištění stravy odpovídající věku a dietním potřebám jedince v rozsahu min. 3 hlavních chodů denně).
- Pomoc při osobní hygieně nebo poskytování podmínek pro osobní hygienu (pomoc při úkonech osobní hygieny, pomoc při základní péči o vlasy a nehty, pomoc při použití toalety).
- Nácvik dovedností pro zvládání péče o vlastní osobu, soběstačnosti a dalších činností vedoucích k sociálnímu začlenění (nácviky obsluhy běžných zařízení a spotřebičů, péče o domácnost, nakupování, úklid, drobné údržbářské práce nebo nácviky dovedností potřebných k úředním úkonům např. podpis).
- Zprostředkování kontaktu se společenským prostředím (nácviky schopností pro využívání dopravních prostředků, nácviky chování v různých společenských situacích, ale také nácviky běžných a alternativních způsobů komunikace, kontaktu a práce s informacemi).
- Výchovné, vzdělávací a aktivizační činnosti (upevňování získaných motorických, psychických a sociálních schopností a dovedností).
- Pomoc při uplatňování práv, oprávněných zájmů a při obstarávání osobních záležitostí (podávání informací o možnostech získávání rehabilitačních a kompenzačních pomůcek, informační servis vůbec a zprostředkování služeb).[2]

## Cílové skupiny osob
Cílová skupina osob, kterým je služba určena není zákonem o sociálních službách jednoznačně definována. Klíčové kritérium pro správné vymezení cílové skupiny osob se však nijak neodlišuje od jiných druhů sociálních služeb. To znamená, že se jedná primárně o to, jak základní činnosti sociální služby odpovídají na potřeby člověka, který patří k určité cílové skupině lidí. Z charakteru základních činností služby je tedy možné vyvodit, že cílovými skupinami pro centra sociálně rehabilitačních služeb budou zejména tyto skupiny osob:
- osoby s mentálním postižením,
- osoby s tělesným postižením,
- osoby se zrakovým postižením,
- osoby se sluchovým postižením,
- osoby s jiným zdravotním postižením,
- osoby s kombinovaným postižením,
- osoby s dlouhodobým duševním onemocněním a
- osoby v krizi.

## Sociální rehabilitace
Proces sociální rehabilitace charakterizujeme jako vývojovou fázi v životě člověka, ke které dochází po poškození normální kvality života. Je poskytována zejména lidem s postižením či osobám v krizi. Mezinárodní klasifikace nemocí ICIDH rozlišuje postižení orientační, postižení ve fyzické a pohybové závislosti, v zaměstnání, ve společenské integraci, v hospodářské soběstačnosti a postižení ostatní.

### Společenský kontext sociální rehabilitace
Omezení postižením má více dimenzí a mezi nimi je i dimenze sociokulturní. Postižení nepostihuje pouze ty, kteří přímo postižením trpí, ale také ty, v nichž z různých příčin vzbuzuje postižení akulturní reakce. V Čechách nebyly v minulosti vytvořeny podmínky pro integraci. Většina osob s postižením byla nucena žít ve svém vlastním, uzavřeném vnitřním světě, který byl odtržen od společenské reality. Lidé s postižením byli až do listopadu 1989 zřetelně separováni od ostatních vrstev společnosti. Se změnou společenské a politické situace po listopadu 1989 se postupně měnila i péče o lidi s postižením v souladu s celosvětovými a evropskými trendy. Listina základních lidských práv a svobod jednoznačně vymezuje i práva této sociální skupiny. Plné realizaci však bránila řada objektivních překážek. Jednou z nich byl i vztah běžné veřejnosti ke spoluobčanům s postižením. Výchovu tzv. zdravé veřejnosti bylo tedy nutné začít pojímat systematicky a koncepčně v dlouhodobém procesu, kdy bylo a je třeba působit na všechny věkové skupiny obyvatelstva různými formami a metodami a zároveň uvést tento složitý proces do souladu s celosvětovým stavem v této oblasti.
Velkými společenskými tématy se tedy pro dnešní dobu staly pojmy inkluze, integrace a inkluzivní vzdělávání. Význam tohoto procesu spočívá nejen v dopadu na kvalitu společenského postavení lidí s postižením, ale také v podílu na ozdravění mezilidských vztahů ve společnosti vůbec. Jedním z hlavních kritérií tzv. zdravé společnosti je, že se rozvíjí jako celek aniž by kohokoli vytlačovala ze svého středu. A odmítá-li společnost přijmout mezi sebe slabé a nemocné, pak je to příznakem její vlastní slabosti.

### Sociální rehabilitace jako součást ucelené rehabilitace
O tzv. ucelené rehabilitaci se mluví tehdy, pokud důsledky nemoci či postižení nemohou být řešeny pouze zdravotnickými prostředky a stav je trvalý či dlouhodobý a pokud nemoc či postižení není možné léčbou plně odstranit. Jednotlivé složky ucelené rehabilitace na sebe vzájemně navazují a propojují se díky týmům odborníků, kteří mezi sebou úzce spolupracují za účelem dosažení individuálního cíle člověka s postižením. Na rehabilitaci léčebnou navazuje rehabilitace sociální, která u osob produktivního věku často směřuje přímo k rehabilitaci pracovní, čímž je dána člověku s postižením možnost příprav na pracovní uplatnění a zařazení se do pracovního procesu.
Ucelená rehabilitace disponuje těmito prostředky:
- Léčebné prostředky (fyzikální terapie, léčebná tělesná výchova, ergoterapie, animoterapie atd.).
- Pedagogické prostředky (využívání metod speciální pedagogiky v rané péči, předškolní přípravě, školní práci, v profesní přípravě či rekvalifikaci, dále je zde zahrnuta činnost speciálněpedagogických center a pedagogicko- psychologických poraden).
- Sociální prostředky (socializace jedince s postižením za pomoci reedukace, kompenzace a akceptace, tj. přijetí života s postižením).
- Pracovní prostředky (chráněné dílny, chráněná pracovní místa, podporované zaměstnávání).

### Vlastní metody a formy sociální rehabilitace

#### Metody
Metody sociální rehabilitace představují způsoby záměrného uspořádání obsahu, prostředků i rehabilitační činnosti v souladu s principy, periodizací, organizací a řízením procesu sociální rehabilitace tak, aby vedly k naplnění cílů. Konkrétně se užívají metody slova, názorné ukázky, rozvoje ideomotorických představ, metody praktických cvičení, komplexní metody, analyticko-syntetické metody a metody zátěže. Další metody sociální rehabilitace, které se užívají jsou soubory psychorehabilitačních a relaxačních postupů, metody sociálního výcviku, metody působení s pomocí prostředků umění, práce a metody hry.

#### Formy
Formy sociální rehabilitace se používají v závislosti na konkrétní situaci, často se vzájemně prolínají a vyžadují promyšlené kvalifikované jednání. Formy sociální práce se dělí na velké a malé podle míry organizační a materiálně technické přípravy včetně ohledu na dlouhodobý či krátkodobý charakter rozvíjení a působení dané formy.
K tzv. velkým formám patří rehabilitační kurz, psychorehabilitační komunita, neformální, výchovné rehabilitační skupiny (kolektiv), formy dlouhodobé případové práce, zájmové kroužky s rehabilitační náplní, rekondice, soustavná rekreačně a rehabilitačně tělovýchovná činnost, některé druhy soutěží v rehabilitačních technikách či výkonech, některé druhy autotréninku a rehabilitace sebe sama.
K tzv. malým formám sociální rehabilitace patří poradenství, situační hry, přímé samostatné řešení praktického úkolu, některé druhy seberehabilitace, autotréninku a meditace, některé druhy soutěží v reedukačních a kompenzačních výkonech.

### Procesy a programy sociální rehabilitace

#### Procesy
Proces sociální rehabilitace začíná vždy úvahou nad základní otázkou, zdali je člověk s postižením postižen od narození nebo získal postižení v průběhu života. Pokud jde o postižení získané, pak takový člověk prochází všemi rozlišenými fázemi procesu sociální rehabilitace. Pokud jde o člověka s postižením, který se svým handicapem žije od malička, pak zde neexistuje první fáze.
Tři základní fáze procesu sociální rehabilitace jsou následující:
1. Fáze normálního vývoje - předchází procesu rehabilitace a má smysl brát ji v úvahu v rozborech procesu rehabilitace samotné.
2. Fáze narušeného vývoje - vzniká poškozením normální kvality života a je dále dělena na fázi akutní (zde se pracuje hlavně na akceptaci vady, na vyvolávání pozitivní motivace, resocializaci a odbourávání egocentrismu včetně přestavby schopností a vlastností člověka) a postakutní (kde se rozvíjí integrace, upevňuje se úsilí o soběstačnost a práceschopnost včetně úsilí o pracovní uplatnění, reintegrace člověka s postižením s partnerem a rodinou, narůstá míra samostatnosti v dosahovaných změnách - schopnost rehabilitace sebe sama).
3. Fáze potenciálně ohroženého vývoje - začíná, když je člověk s handicapem integrován jako osobnost i jako člen společnosti a končí až úmrtím (v této fázi je již často schopen rehabilitačně působit na jiné a může se bez obtíží zařadit do výchovné rehabilitační skupiny).[4]

#### Programy
Programy sociální rehabilitace propracovávají obecné cíle do soustavy cílů konkrétních, které vycházejí z obsahu a respektují všechny nástroje i prvky systému sociální rehabilitace. Existují programy základní, rozšiřující a všeobecné.
Základní programy předpokládají rozvoj aktivních životních postojů, schopností samostatné existence a zvládání běžných životních úkonů. Programy všeobecného charakteru jsou určeny všem lidem s postižením. Programy pro sociální rehabilitaci rodin představují paralelu všeobecných a diferencovaných programů. Programy pro získávání veřejnosti ovlivňují vztah veřejnosti k lidem s postižením a pěstují ve společnosti schopnosti partnerských interakcí a dovedností potřebných k poskytování lidsky důstojnost nesnižující pomoci. Základní diferencované programy řeší problémy jednotlivých skupin lidí s postižením podle druhu a stupně postižení.
Rozšiřující programy podporují, doplňují nebo modifikují rozvoj postojů a schopností základní povahy na podkladě individuálních nebo i skupinových sklonů, potřeb a vloh. Jsou zde zvláštní programy pro lidi se sluchovým postižením, tělesným postižením, lidem nevidomým, lidem s chronickými nemocemi typu diabetes mellitus, roztroušená skleróza, kardiovaskulární onemocnění, epilepsie atd.
Všeobecné programy sociální rehabilitace mohou být v případě potřeby specificky modifikované a bývají součástí všech ostatních programů:
- programy vyrovnávání se s postižením a prevence,
- programy vyladění partnerského a rodinného života,
- programy resocializace, rozvoje společenské aktivity a asertivity a
- programy poznání významu technik a postupů sociální rehabilitace v rodinách lidí s postižením i u široké veřejnosti.[4]